# Нідерндорф
Нідерндорф (нім. Niederndorf) — містечко й громада округу Куфштайн у землі Тіроль, Австрія.
Нідерндорф лежить на висоті 500 м над рівнем моря і займає площу 7,2 км². Громада налічує 2631 мешканців.
Густота населення 365/км².
Нідерндорф лежить у долині річки Інн на кордоні з Баварією.
|                                     |
| Нідерндорф на мапі округу та землі. |

 Адреса управління громади: Dorf 34, 6342 Niederndorf.

## Галерея

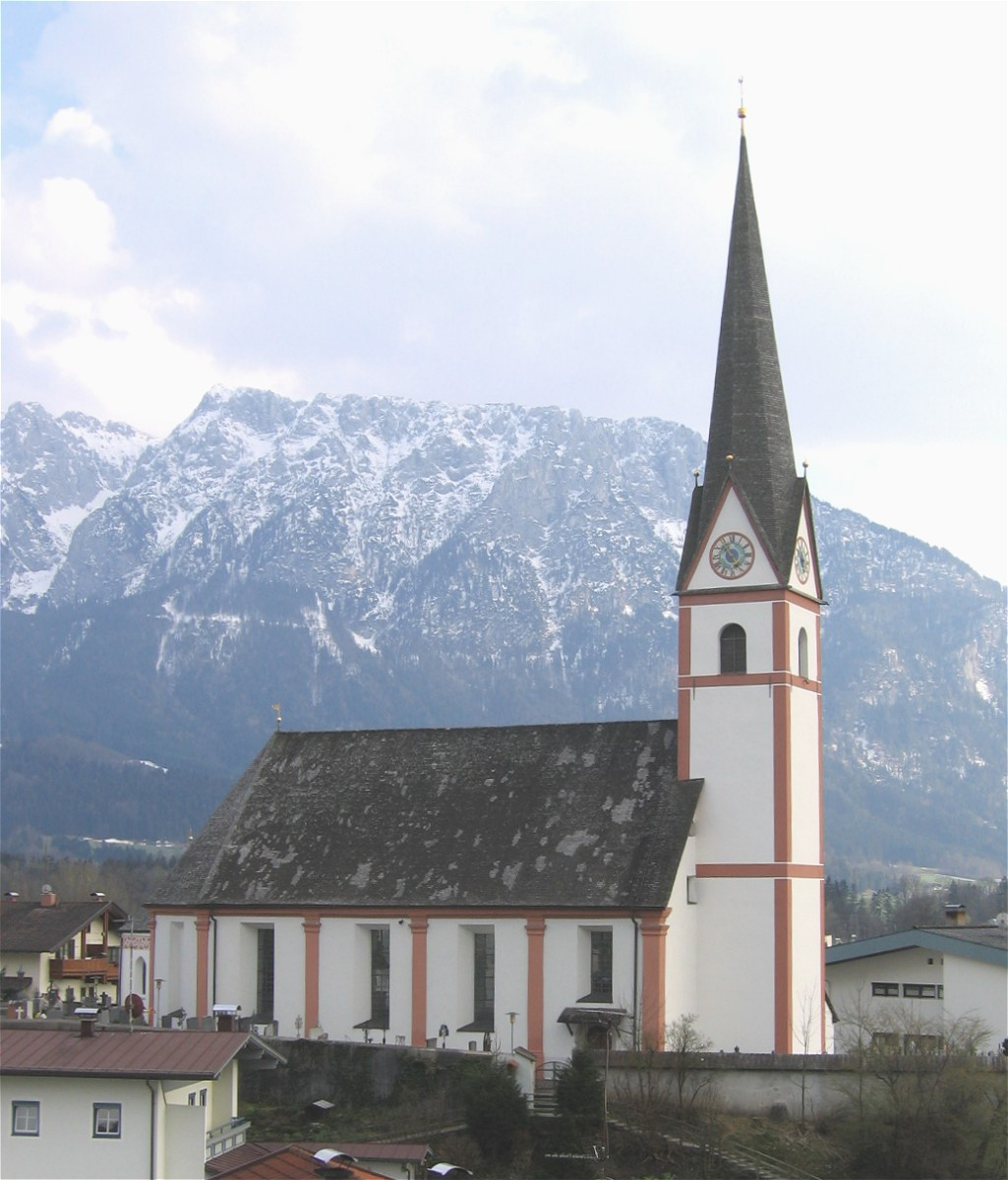
Церква св. Георга
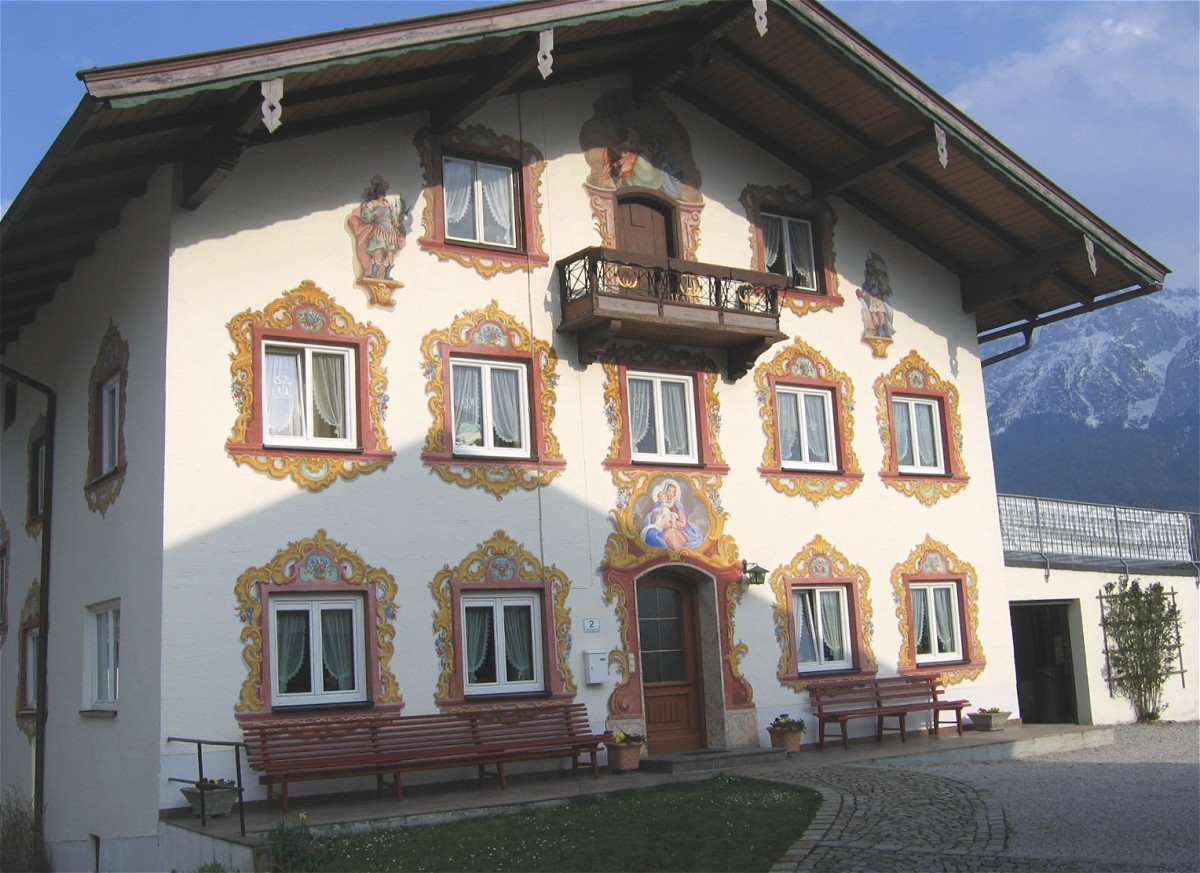
Будинок на Кірхгассе